# Humphrey Tonkin
Humphrey Richard Tonkin (Truro, Anglaterra, 2 de desembre de 1939) és un professor anglès de literatura anglesa i especialista en estudis acadèmics sobre l'esperanto.
Humphrey Tonkin es va llicenciar a la Universitat de Cambridge i es va doctorar a la de Harvard. Les seves especialitats acadèmiques inclouen el Renaixement anglès, Edmund Spenser, Shakspeare, així com l'ús de les llengües internacionals. Ha impartit classes a les universitats de Pennsilvània, Oxford, Columbia, Potsdam (Nova York). Des de 1989 ha estat rector de la Universitat de Hartford. Té la doble ciutadania britànica i estatunidenca.
Tonkin és molt conegut com a dirigent del moviment esperantista. Va aprendre esperanto el 1956 i va col·laborar en l'establiment de l'associació juvenil esperantista britànica. De 1961 al 1971 va ser dirigent de l'Associació Mundial de Joves Esperantistes, sent-ne president entre 1969 i 1971, tot sent substituït per Renato Corsetti. Durant el Congrés Universal d'Esperanto de 1974 va ser elegit president de l'Associació Universal d'Esperanto en substitució d'Ivo Lapenna. Va romandre en el càrrec fins 1980 i novament entre 1986 i 1989. En el període 2001-2004 va tornar a formar part de la directiva com a vicepresident. Ha presidit també l'Esperantic Studies Foundation i és membre de ple dret de l'Acadèmia Internacional de Ciències de San Marino. Tonkin és un dels editors de la revista Language Problems and Language Planning. Ha escrit, coordinat i traduït nombrosos tractats d'esperantologia. El 2006 va rebre el premi Cassandra Pyle per la seva tasca en pro dels intercanvis interculturals a escala mundial.

## Obres[calcitació]

### Originals
- Sir Walter Raleigh (1971)
- Spenser's Courteous Pastoral: Book Six of The Faerie Queene (1972)
- The World in the Curriculum (1981). Amb Jane Edwards
- The Faerie Queene (1989)
- Esperanto, Interlinguistics, and Planned Language (1997). Editor
- Language in the 21st  Century (2003). Editat amb Timothy Reagan.
- Service-Learning Across Cultures: Promise and Achievement (2004)

- Lingvo kaj Popolo (2006)
- The Translator as Mediator of Cultures (2010). Editat amb Maria Esposito Frank

### Traduccions des de l'esperanto
- Masquerade: Dancing Around Death in Nazi-occupied Hungary (2001) de Tivadar Soros
- Crusoes in Siberia (2010) de Tivadar Soros
- The Dangerous Language (2016) d'Ulrich Lins